# 용마초등학교 (경기)
용마초등학교는 대한민국 경기도 용인시 처인구에 있는 공립 초등학교이다.

## 학교 연혁
- 1992. 03. 01 용마국민학교로 인가(19학급) 김영헌 초대교장 취임
- 1992. 06. 11 개교기념식 거행
- 1995. 02. 15 제1회 졸업식
- 1996. 03. 01 용마초등학교로 개칭(29학급)
- 2002. 03. 01 경기도교육청지정 체육교육시범학교 운영
- 2004. 03. 01 경기도교육청지정 지역사회학교 시범학교 운영
- 2004. 07. 01 신관교실 증축(12학급)
- 2006. 11. 28 처인 지구 공동 영재학급 운영(3학급)
- 2007. 12. 01 운동장 인조 잔디 준공
- 2008. 03. 01 36학급 편성(특수학급1포함)
- 2008. 03. 01 자율장학모델학교 운영
- 2008. 03. 01 지역공동 영재학급 운영(3학급)
- 2008. 03. 01 방과후 학교 틈새학교 중심교 운영
- 2008. 03. 01 예절체험학습장 운영
- 2008. 09. 01 제7대 김삼식 교장 취임
- 2008. 10. 17 자율장학모델학교 운영 보고회
- 2009. 02. 18 제15회 졸업식(졸업생 수 201명 총 3284명)
- 2009. 03. 01 35학급 편성(특수학급 1학급 포함)
- 2009. 03. 01 교원 능력개발 평가 선도 학교 운영
- 2009. 03. 01 방과후 거점학교 운영
- 2009. 03. 01 지역공동 영재학급 운영(3학급)
- 2009. 03. 01 초등보육 보금자리 교실 운영
- 2009. 03. 01 예절체험학습장 운영
- 2009. 06. 04 컴퓨터실 이관 및 어학실 개관식
- 2009. 09. 30 과학실 2실 현대화 사업 완공
- 2010. 03. 01 학생안전 강화학교 지정
- 2010. 09. 01 방송실 현대화 사업 완공
- 2011. 02. 18 제17회 졸업식(졸업생 192명, 총 3671명)
- 2011. 03. 01 제8대 한성수 교장 취임
- 2011. 03. 01 34학급 편성(특수학급 1학급 포함)
- 2011. 03. 01 초등보육 보금자리 교실 운영
- 2011. 03. 01 예절체험학습장 운영
- 2011. 03. 01 지역공동 영재학급 운영(3학급)
- 2011. 04. 30 용인시 태권도협회장기 대회(남자초등부종합 1위)
- 2011. 06. 13 독서 노랫말 창작대회 대상 수상
- 2011. 06. 13 제8회 용인 학생 예능 경연대회 합창부 동상 수상
- 2011. 06. 30 재난대응 안전훈련 시범교 표창
- 2011. 10. 01 학부모 학교 참여활동 컨설팅
- 2011. 10. 19 우수도서관 프로그램 표창 문화체육관광부 장관상 수상
- 2011. 10. 31 급식소 현대화 사업
- 2011. 11. 07 옥상 방수 공사
- 2011. 11. 20 교실 이중 창호 공사
- 2011. 11. 23 경기도 학부모 학교 참여 우수학교 표창
- 2011. 12. 20 용인시 창의적인 방과후 학교운영 우수학교 표창
- 2012. 02. 14 제18회 졸업식(졸업생 164명 총 3643명)
- 2012. 03. 01 34학급 편성(특수학급 1포함)
- 2012. 06. 21 용인시 학생예능 경연대회(합창 - 우수)
- 2012. 07. 18 교육감 표창(전국체육대회 우수 학교)
- 2013. 02. 15 제19회 졸업식(졸업생 230명 총 4074명)
- 2013. 03. 01 32학급 편성(특수학급 1 포함)
- 2013. 08. 31 제8대 한성수 교장 정년퇴임
- 2013. 05. 01 용마가족 한마당 축제
- 2013. 09. 01 제9대 신경숙 교장 취임
- 2013. 09. 12 용인시 스포츠 클럽 최강전(탁구 1위, 농구 1위)
- 2014. 02. 14 제20회 졸업식(졸업생 173명 총 4248명)
- 2014. 02. 28 실내 도색, 교실 출입문 교체
- 2014. 03. 01 32학급 편성(특수학급 1포함)
- 2014. 03. 03 초등교육 보금자리 교실 운영(3학급)
- 2014. 03. 03 혁신학교 클러스터 참여학교 지정
- 2014. 03. 26 중소기업청 주관 청소년 비즈쿨 학교 지정
- 2014. 06. 10 제39회 용인시 초.중학생 종합체육대회(단체 2위)
- 2014. 08. 24 보차도 분리공사
- 2014. 09. 14 제8회 교육감상 학교스포츠클럽대회(초등 남자 탁구 1위)
- 2015. 01. 09 1~4학년 교실 블라인드 교체 공사
- 2015. 01. 21 돌봄 1실 시설개선 사업
- 2015. 01. 26 현관 및 정문 앞 CCTV교체 설치 공사
- 2015. 02. 13 제21회 졸업식(139명 총 4387명)
- 2016. 03. 01 제10대 진병극 교장 취임

## 참고 자료
- 용마초등학교 - 한국교육학술정보원 학교알리미